# Heterokaryon
Ein Heterokaryon ist eine Zelle mit unterschiedlichen, nicht verschmolzenen Zellkernen, die sich in einer gemeinsamen Zellmembran befinden. Ein Dikaryon ist ein Paar von unterschiedlichen Zellkernen in einem Heterokaryon. Beides kommt zum Beispiel in der dikaryotischen Phase von Pilzen vor.
Wichtig dabei ist, dass die Genexpression bei beiden Kernen stattfindet. Dies nutzt man vor allem bei der Komplementationsanalyse.